# 四つの目
『四つの目』（よっつのめ）は、NHK総合テレビで1966年3月23日から1972年3月30日まで放送された小学生向けの科学をテーマにした番組である。全281回。当初はモノクロ放送だったが、1970年4月2日からはカラー放送となった。

## 概要
1966年3月23日に放送記念日特集として初登場し、同年4月7日からレギュラー化された。
番組名の「四つの目」は、通常の撮影による「肉眼の目」、高速度撮影や微速度撮影による「時間の目」、顕微鏡や望遠鏡などによる「拡大の目」、X線撮影による「透視の目」を意味する。物事を様々な「目」で科学的に分析するという小学生向けの当番組は、後番組の『レンズはさぐる』を経て、そのフォーマットは生活に密着した情報番組へと受け継がれていった。そして生まれたのが『ウルトラアイ』、『トライ&トライ』、『ためしてガッテン』である。

## 放送時間
| 放送期間   | 放送期間   | 放送時間（JST）    | 備考                                                                           |
| ---------- | ---------- | ------------------ | ------------------------------------------------------------------------------ |
| 1966.03.23 | 1966.03.23 | 水曜 18:00 - 18:25 | 『わんぱくテレビ局』を休止して放送。                                           |
| 1966.04.07 | 1969.04.03 | 木曜 18:00 - 18:25 |                                                                                |
| 1969.04.10 | 1972.03.30 | 木曜 18:20 - 18:45 | 『こどもニュース』が18:00へ、人形劇枠が18:05へそれぞれ移動したことで繰り下げ。 |

## スペシャル・再放送
- 放送開始して1年強後の1967年5月4日には、スペシャル『四つの目の散歩』を18:00 - 18:30（5分拡大）で放送。豊島園（としまえん）・神戸市立須磨水族館・東山動物園との3元中継で行った。
- また1970年12月21日から同年12月24日、1971年8月9日から同年8月14日には、過去放送した中から選ばれた作品を再放送した。

## 出演者

### 司会
- 鈴木泰雄（当時NHKアナウンサー）

### 解説
- 草下英明[5]

### アシスタント
- 山口奈々

### VTR出演
- 大宮悌二（デカ）
- 小宮山清（チビ）

### スイッチャー
- 小川真司

### ナレーター
- 小林恭治

この他、やなせたかしが出演した。その役割は草下の解説に対するコメンテーター的存在で、やなせが漫画家という立場でイラストを書いて解説するようなことはなかった（やなせたかし#困ったときのやなせさんも参照。『アンパンマン』の最初の作品は当番組の放映中である1969年に執筆され、単独の絵本としては放映終了間もない1973年に初刊が出たが、爆発的な人気を得るのはさらに10年以上が経過したのちである）。

## 番組の現存状況
NHKに現存している映像は、1967年3月30日放送の「ウグイス」のみであった。2021年に、視聴者から提供されたビデオテープの中から、当番組の映像31本が発掘された。
番組発掘プロジェクトでは番組関係者及び視聴者に録画した番組のテープ提供を呼びかけている。